# (2739) Taguacipa
(2739) Taguacipa – planetoida z pasa głównego asteroid okrążająca Słońce w ciągu 3 lat i 312 dni w średniej odległości 2,46 j.a. Została odkryta 17 października 1952 roku w obserwatorium na Mount Wilson przez Josepha Brady'ego. Nazwa planetoidy pochodzi od Taguacipy, boga w mitologii inkaskiej oraz towarzysza Wirakoczy. Przed nadaniem nazwy planetoida nosiła oznaczenie tymczasowe (2739) 1952 UZ1.